# Marion Marlowe
Marion Marlowe, all'anagrafe Marion Townsend (Saint Louis, 7 marzo 1929 – Tucson, 24 marzo 2012) è stata un'attrice statunitense.

## Biografia
Ha cominciato a prendere lezioni di canto all'età di dodici anni, alla Royal Academy of Music sotto la supervisione di sir Thomas Beecham. Alcuni anni dopo divise un appartamento con Marilyn Monroe mentre studiava all'Hollywood's Studio Club con Sigmund Romberg come insegnante. Ha recitato a lungo in televisione, apparendo nei varietà di Arthur Godfrey ed Ed Sullivan. Ha recitato anche a teatro e la sua interpretazione più nota è quella della baronessa Elsa Schraeder nella produzione originale di Broadway del musical The Sound of Music.
È stata sposata con Larry Puck dal 1946 al 1963.